# Solymár-akna

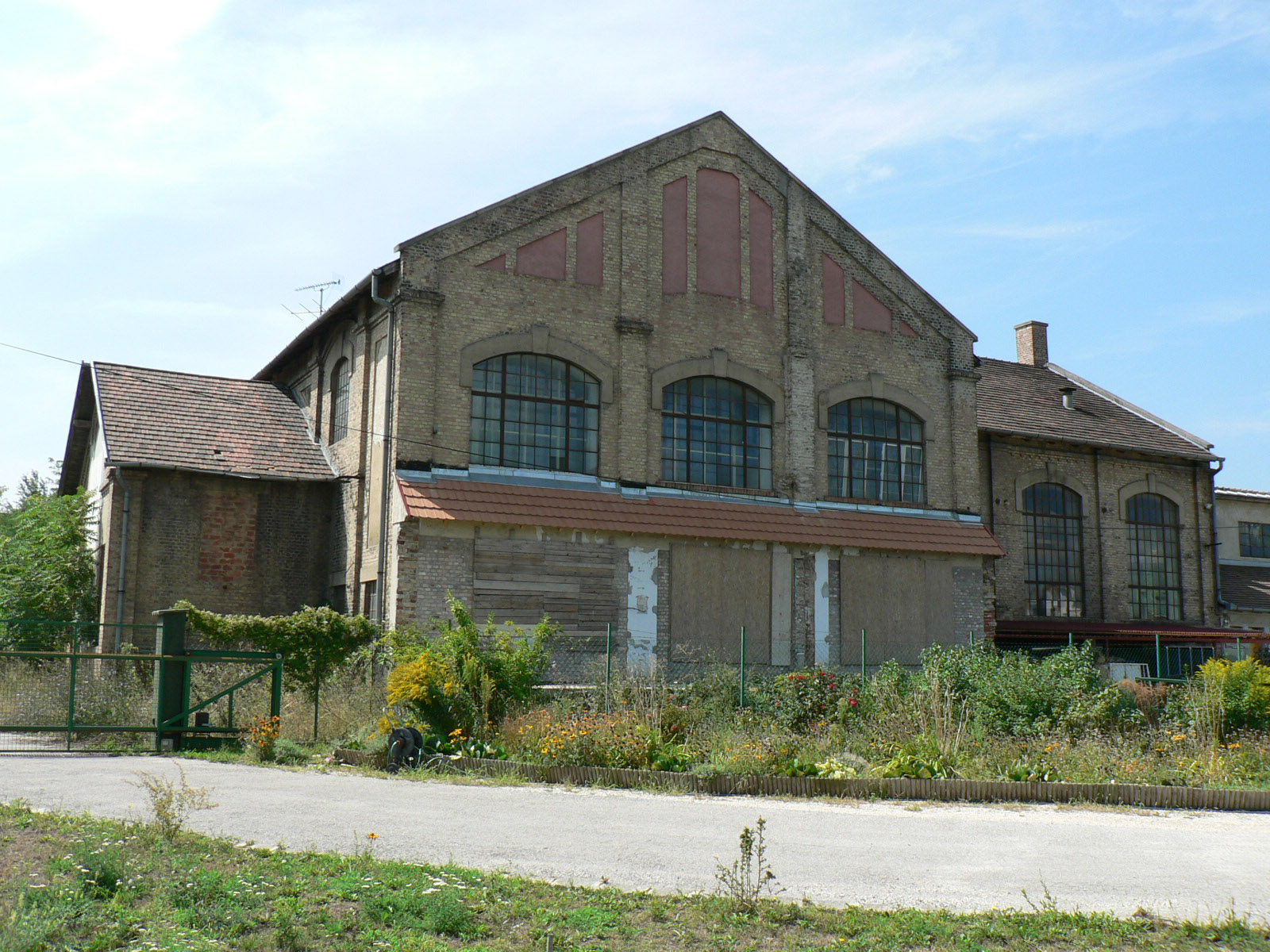
A Solymár-akna egykori gépháza észak (az esztergomi vasútvonal) felől nézve

A Solymár-akna a Pilisi-szénmedence Nagykovácsi, Pilisszentiván, Pilisvörösvár és Solymár közigazgatási területe alatt elterülő szénmezejének egyik jelentős szénbányája volt, amely körülbelül másfél évtizeden keresztül működött az 1920-as és 1930-as években. Itt zajlott 1933-ban a magyarországi szénbányászat egyik legnagyobb publicitást kapott, döntően eredményes bányamentő akciója, egy vízbetörést követően, melynek mindössze 2 ember esett áldozatául, 9 mélyben rekedt bányamunkást pedig az öt napon keresztül tartó mentés eredményeként sikerült épségben a felszínre hozni. A második világháború előtt az aknát lezárták, de a kapcsolódó létesítmények közül néhány még ma is megvan, ezek ipartörténeti értéket képviselnek.

## Története

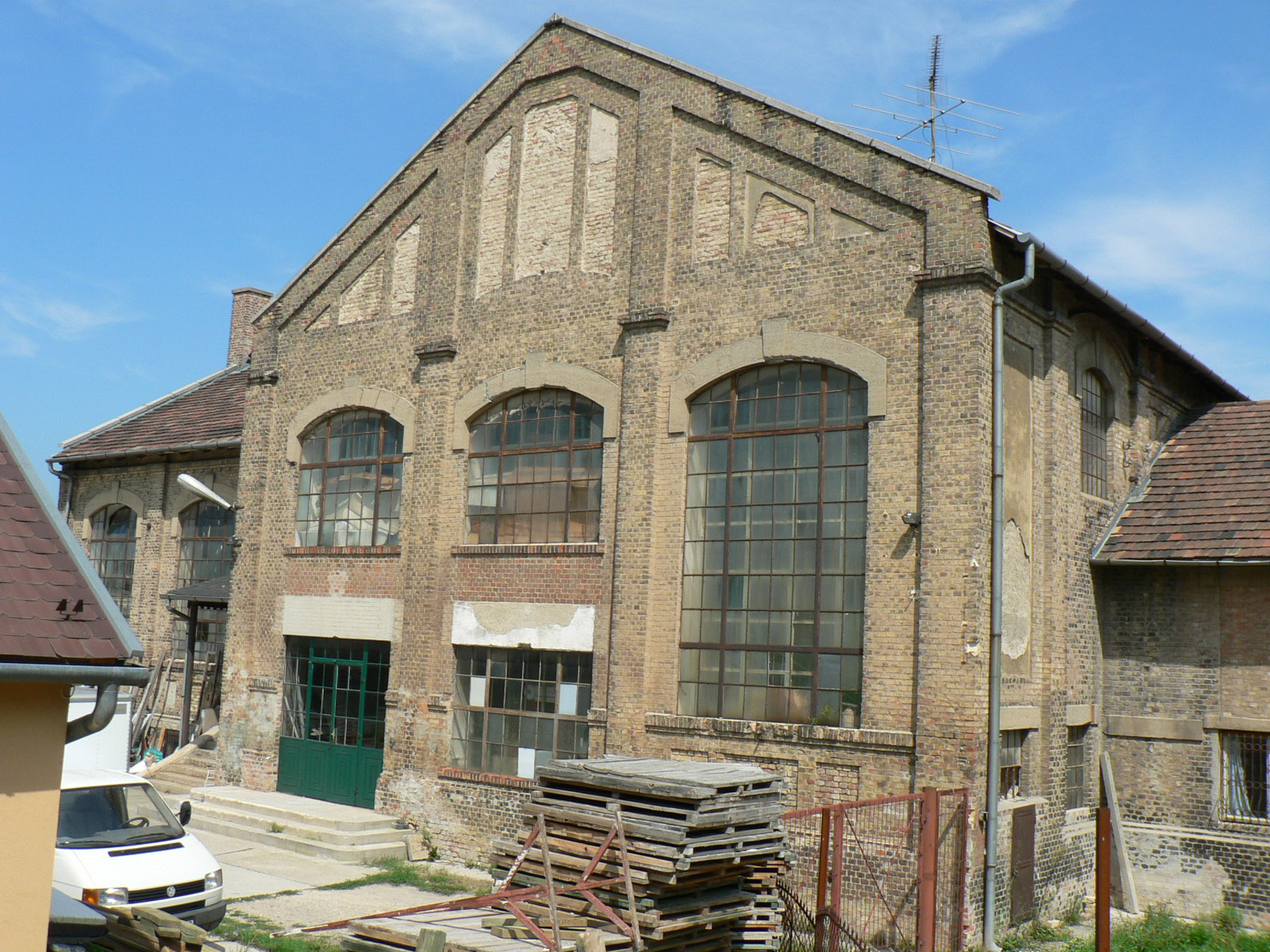
A Solymár-akna valamikori gépháza délkelet felől nézve

A Pest vármegyei Pilisszentiván térségében először 1849-ben találtak barnaszenet, s a következő években meg is indult a rendszeres szénbányászat a térségben. Az 1890-es évek végén egy gazdag szénlelőhelybe mélyítették a község külterületén az Erzsébet-aknát, amely egészen az 1920-as évekig bőséges széntermelésre biztosított lehetőséget. Idővel azonban a mély fekvésű bányamezőben egyre több volt a kisebb-nagyobb vízbetörés, illetve bányatűz, ezért az aknától kelet felé mélyített vágatokat már egyre nehezebben lehetett művelés alatt tartani. A probléma áthidalására született meg az üzemben tartó, belga érdekeltségű Budapestvidéki Kőszénbánya Rt. vezetőiben az a döntés, hogy Solymár területén új aknát nyitnak, és a szénmező még mindig bőséges szénkészletét abból az irányból kísérlik meg a felszínre hozni.
Az aknát Solymár, Pilisszentiván és Pilisvörösvár hármas határpontjának közelében, attól kb. 150-200 méterre délkeletre, solymári területen kezdték mélyíteni 1923-ban. Az új létesítménynek nagy előnye volt, hogy magasabb szinten helyezkedett el az Erzsébet-akna nyitópontjánál, ezért arra lehetett számítani, hogy ebből az irányból biztonságosabb lehet az Erzsébet-aknai szénmező szénkészletének kitermelése. Az új akna irányából ugyanakkor lehetőség nyílt a pilisvörösvári területen korábban feltárt, de a nem elég kedvező körülmények miatt felhagyott Új-aknai bányamező szénkészletének termelésbe való bevonására, valamint arra is, hogy a Szél-hegy tömbjében még 1895 körül, Loser Mátyás bányatulajdonos által [a Solymár I. táróval] feltárt szénmennyiséget is megkíséreljék kitermelni.
A Solymár-aknát 173 méteres mélységgel alakították ki, falazott kivitelben, mélyítésével 1924 utolsó hónapjaira készültek el, majd a következő évben, az Erzsébet-aknától áttelepített gépekkel megkezdték a termelést is. A műszaki átadás időpontja 1925. december 6. volt, a személyszállítást pedig december 16-tól engedélyezték az aknában. Az itt kialakított bányatelep a fénykorában mintegy 500 fővel dolgozott.

### Az 1933-as bányakatasztrófa
A Solymár-aknából nyugat-délnyugat felé indított vágatok 1933-ra érték el az elöntött Erzsébet-aknai szénterületeket, ám azzal a bánya szakemberei valószínűleg nem voltak tisztában, hogy mekkora vízmennyiség rejtőzhet a felhagyott járatokban. 1933. június 28-án, a déli órákban a vágathajtást végző munkások 245 méter mélyen dolgoztak, megközelítve a víz alá került vágatokat, amikor az ott pangó víztömeg betört a Solymár-akna járataiba, elöntve a bánya alsó szintjeit.
A veszélyeztetett szinteken 11 olyan munkás tartózkodott, akik már nem tudtak elmenekülni a víz útjából. Közvetlenül a vízbetörés helyszínén két vájár dolgozott, őket azonnal elsodorta a víz, feltehetőleg mindketten perceken belül életüket vesztették (egyikük holtteste sosem került elő, másikuk földi maradványait majdnem háromnegyed évvel később, 1934 tavaszán találták meg). További kilenc fő (3 vájár, 2 segédvájár és 4 csillés) egy zárt üregbe menekült, amelyet nem lepett el az emelkedő víz és levegő is maradt elegendő a túlélésükhöz. Őket a felszínről irányított mentőcsapat öt napon át tartó, a tiszta mentési időtartamot tekintve 85 órás – és mindvégig a korabeli hazai sajtó jelentős érdeklődésével kísért – küzdelem árán tudta kiszabadítani és a felszínre hozni.
A szerencsétlenség vizsgálata – a Pilishegyvidéki Hírek című járási hetilap 1935. január 13-i beszámolója szerint – csak másfél év után zárult le, s a hatóságok megállapítása szerint vis maior – elháríthatatlan baleset – történt. Kassay (Kuzen) Antal bányaigazgatót ebből az alkalomból kitüntetésre terjesztették fel, a lap által szó szerint idézett indoklás szerint azért, mert „megállapítást nyert, hogy a mentés sikere úgyszólván egyedül és kizárólag Kassay Antal bányaigazgató érdeme, aki az első perctől kezdve körömszakadtáig küzdött a mentési munkálatok engedélyezéséért, és a földalatti mentési munkálatokat, amelyek pedig a bányakapitányság szakvéleménye szerint igen veszélyesek voltak, állandóan személyesen maga vezette, a négy napi mentési munkálat alatt az üzemet és a tárnát egy órára sem hagyta el, a szó teljes értelmében vett éjjel és nappal permanensen a mentőcsapatok között tartózkodott, ahol a munkájukat irányította”.

### A bánya felhagyása

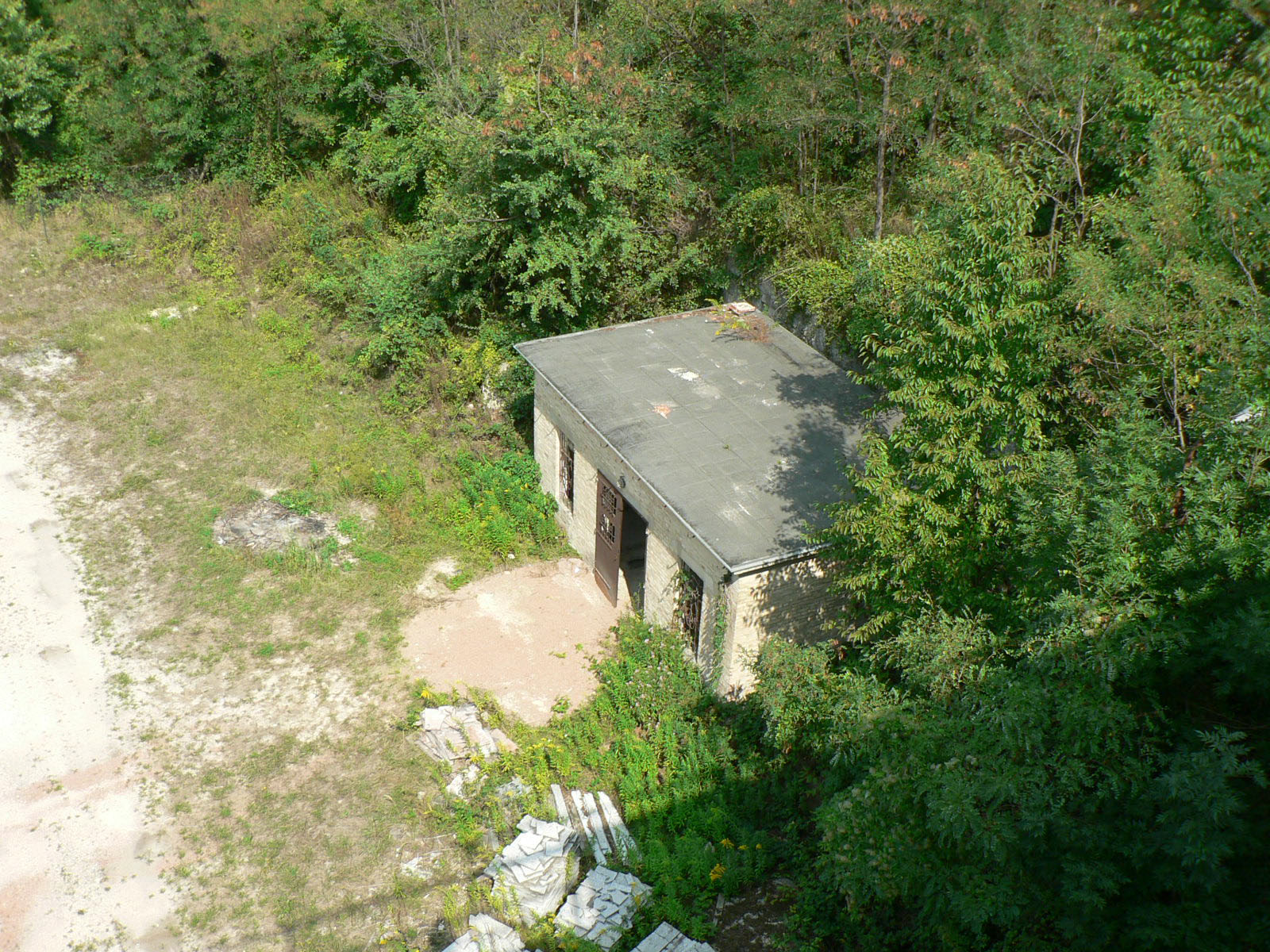
Ebből az épületből nyílik a Solymár-aknai segédtáró

Az 1933-as szerencsétlenség után tovább folytatták az aknában a termelést, sőt az Erzsébet-aknai mezőrész feltárása is tovább folytatódott, de a dolgozói létszámot a vezetőség valamelyest csökkentette, átlagosan 400 főre. A munka a következő hat évben többé-kevésbé zavartalanul folyt, de 1939 nyarán, kevesebb mint két hónapon belül annyira megsokasodtak a vízbetörések, és megemelkedett a bányába beömlő víz mennyisége, hogy a vezetőség helyzetértékelése szerint a legmagasabb intenzitású szivattyúzással sem lehetett már fenntartani a termelés biztonságos színvonalát. 1939 szeptemberében a vezetőség feladta a bányát, és úgy döntött, hogy onnantól fogva már csak az értékes berendezések kimentésével foglalkozzanak; néhány héten belül pedig, biztonsági szempontokra való tekintettel ezzel a tevékenységgel is fel kellett hagyniuk, így a legalsó szinteken telepített berendezések túlnyomó része odaveszett.
Sokan mindenesetre kétségbe vonták, hogy valóban csak a kialakult vis maior helyzet – vagy a bezárás indokaként ugyancsak emlegetett kimerülés – miatt döntött a belga érdekeltségű bányavezetés az akna bezárásáról. 1939 nyarára ugyanis már elkerülhetetlennek tűnt a második világháború kitörése, az pedig nagyon valószínűnek tűnt, hogy egy belga részvénytársaság nem kíván olyan szénbányát működtetni, amely egy Németországgal szövetségben álló országot szolgálna ki. Ezt a gyanút erősítheti, hogy majdnem ugyanebben az időszakban zárták le – kimerülésre hivatkozva – a pilisvörösvári Lipót-aknát is, amely szintén a Budapestvidéki Kőszénbánya Rt. érdekeltsége volt. A kimerülés verziója ellen szól az is, hogy a második világháború után rövid időn belül új szénbánya létesült az egykori Solymár-akna közvetlen közelében, a Szél-hegy tömbjében, Solymár I. lejtősakna néven, amelyből 1945-től egészen 1950 novemberéig termeltek szenet.

## Elhelyezkedése

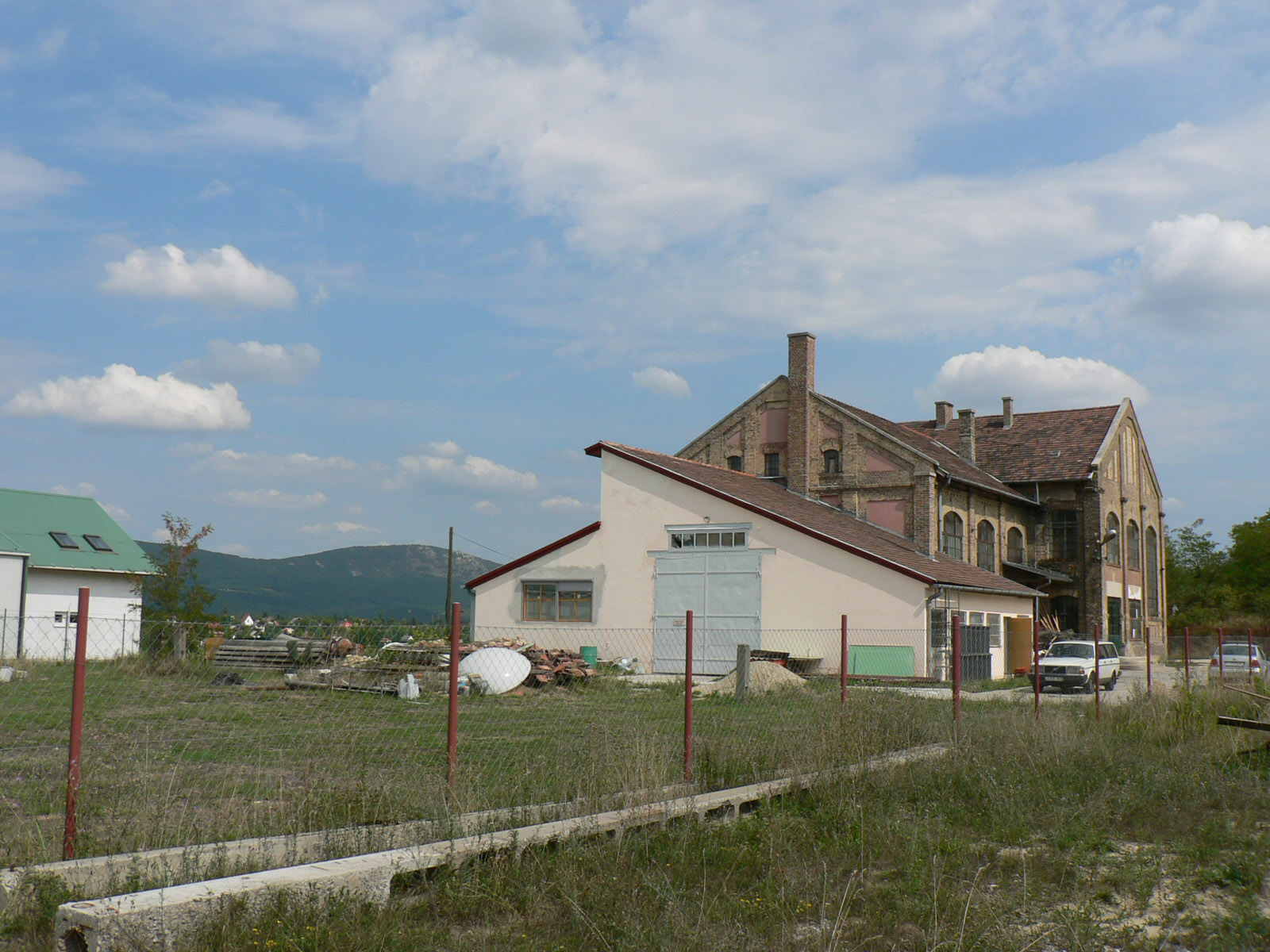
Az előtérben látható sitthalom alatt volt a Solymár-akna nyitópontja

A Solymár-akna egykori helye Solymár, Pilisszentiván és Pilisvörösvár hármas határpontjának közelében, attól mintegy 150-200 méterre délkeletre, a Budapest–Esztergom-vasútvonaltól, illetve annak Solymártelep elnevezésű, egykori iparvasúti rakodó állomásától légvonalban alig néhány tíz méterre található, solymári területen. Az akna nyílását a bezárást követően egy betonlappal zárták le, ezért annak helye (amely amúgy is magánterületen található), helyismeret nélkül ma már nem ismerhető fel.
Áll viszont még a Solymár-akna egykori gépháza, amelynek belső részét ugyan az elmúlt évtizedekben nagy mértékben átalakították, de magának az épületnek a szerkezete és külső megjelenése szinte változatlanul őrzi az 1920-as évek ipari építkezéseinek jellegzetes vonásait, s mint ilyen, védelmet érdemlő ipartörténeti emlék. Megmaradását részben annak is köszönhette, hogy a Solymár-akna közvetlenül a térség egyéb bányaüzemeit is kiszolgáló bányavasúti pályaudvar közelében létesült, ezért a bezárását követően a gépház épületében alakították ki a többi bánya külüzemi ellátását kiszolgáló központi műhelyeket.

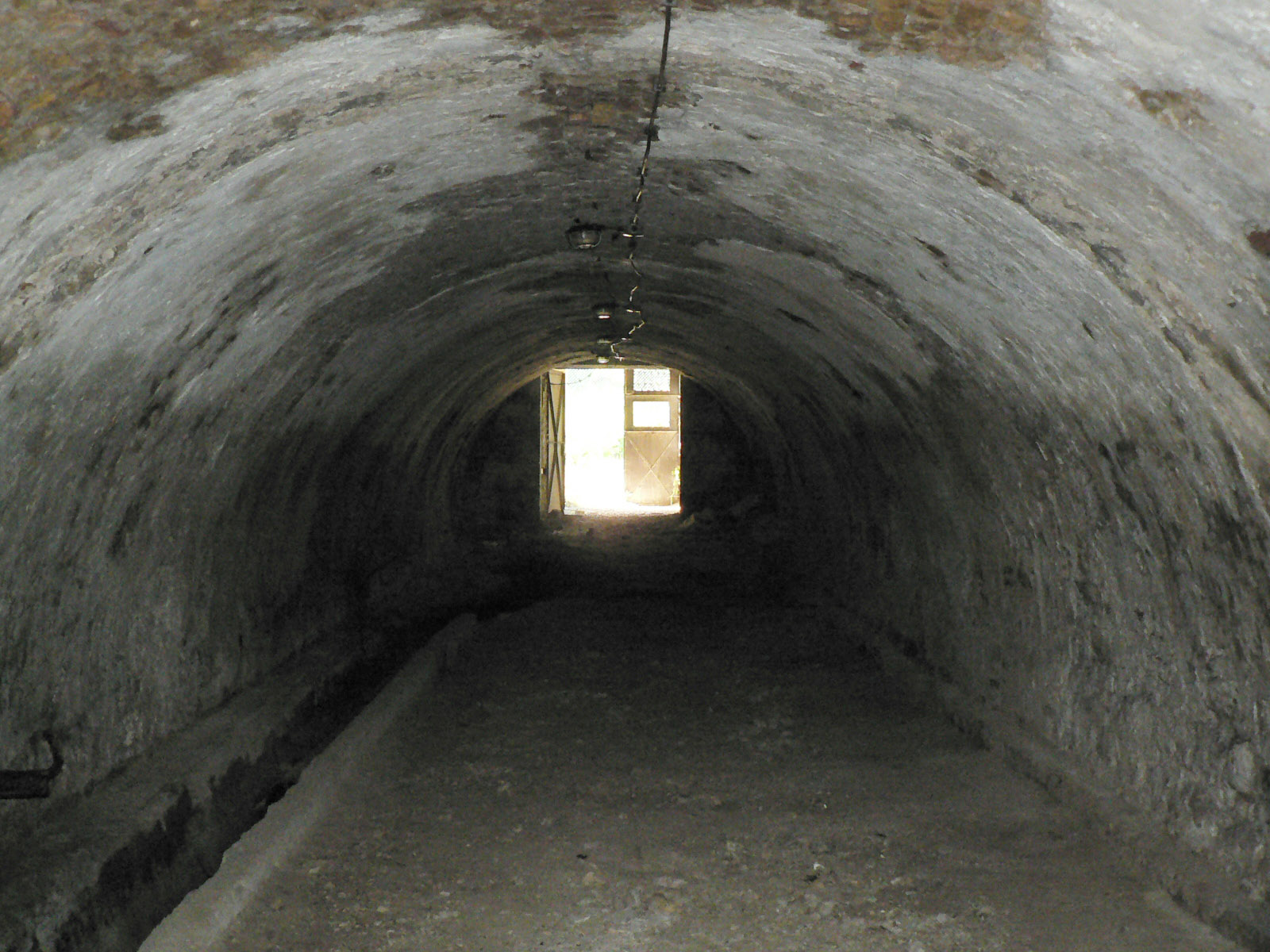
A Solymár-aknai segédtáró kifelé nézve

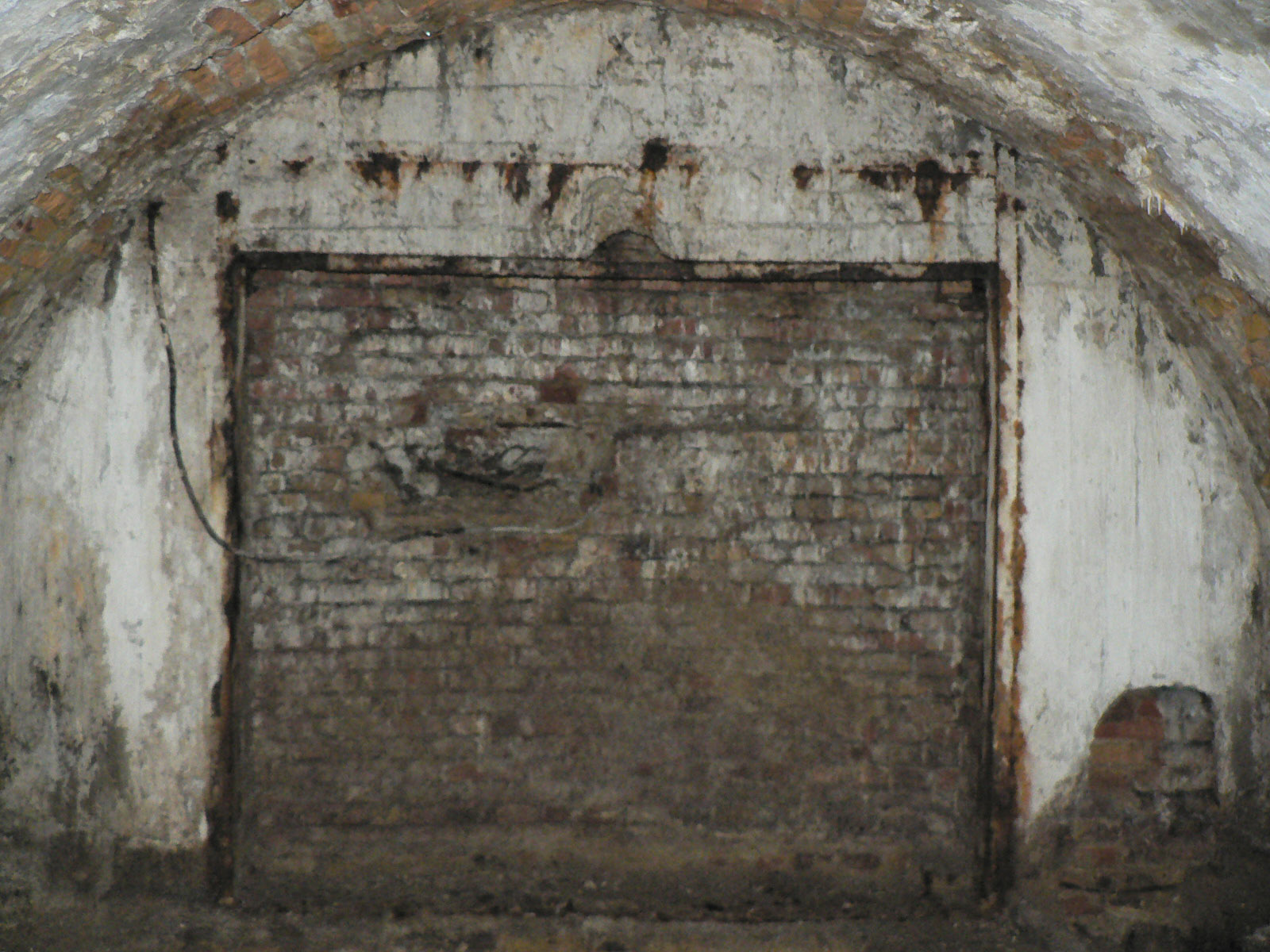
A Solymár-aknai segédtáró belsó vége a lefalazással

Ugyancsak áll még – bár több esetben jelentősen átalakított formában – a Solymár-aknai bányaüzem néhány más létesítménye (pl. a szénosztályozó), a bányaüzem két egykori épülete (ma mindkettő lakóházként funkcionál), illetve megmaradt a Solymár-aknai segédtáró is, amelyet a vasút rakodószintjétől vízszintes irányban mélyítettek ki, az akna helyéig, és amely részben beszálló táróként szolgálhatott a munkába Pilisszentiván és Pilisvörösvár felől érkező dolgozóknak [akiknek így nem kellett megmászniuk egy 30-40 méter szintkülönbségű emelkedőt], részben rakodási célokra is alkalmas lehetett. A beton- és téglabiztosítású segédtáró, amely jelenleg magánterületről nyílik, ma is eredeti állapotában látható, azzal az egy különbséggel, hogy a végét, ahol az aknához csatlakozott, elfalazták.

## Névhasználat

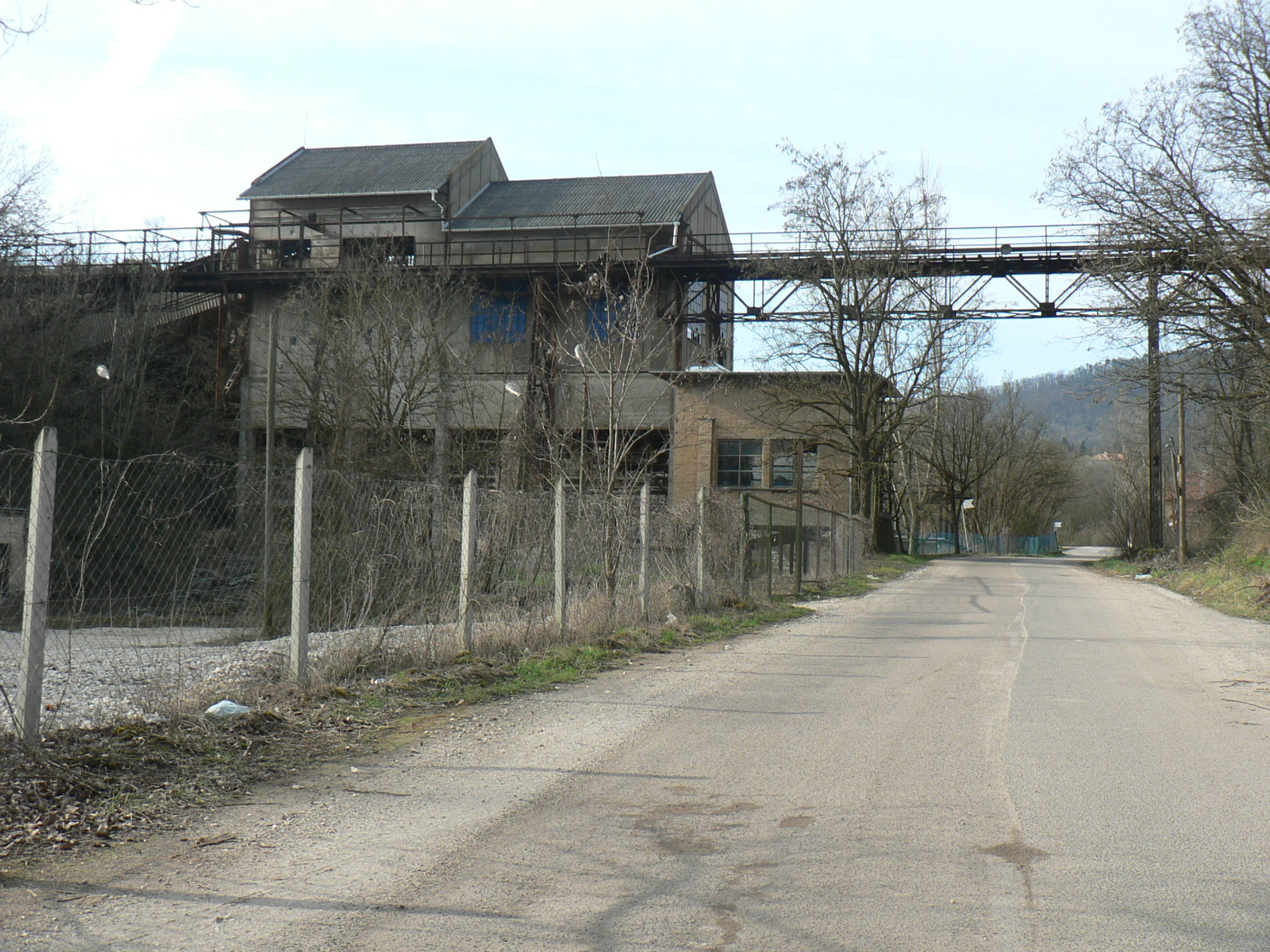
A Solymár-aknai szénosztályozó észak felől nézve

A rendelkezésre álló adatok szerint a Solymár-akna, mint bányászati létesítmény, illetve a Solymár-aknai bányaüzem elnevezése nem tért el egymástól, a leggyakrabban mindkettőt egyaránt Solymár-aknának nevezték.

## Emlékezete
2012. szeptember 2-án a térség helytörténeti szervezetei – a solymári Helytörténeti Alapítvány és a Pilisszentiváni Helytörténeti Közhasznú Egyesület – emlékkövet állítottak az egykor itt működött szénbányák, illetve a nagykovácsi, pilisszentiváni, pilisvörösvári és solymári szénbányák szinte mindegyikét közel nyolc évtizeden át kiszolgáló külüzemi létesítmények emlékére. Az emlékkő és a vele együtt felállított két információs tábla az egykori Solymár-akna helye közelében (a Terstyánszky utca Pilisszentiván felőli végénél, az Erzsébet-aknához kiépített nagyvasúti szárnyvonal és az országút kereszteződésénél, attól pár méterre) található.